# Château des enfants
Le château des enfants (finnois : Lastenlinna) est un ancien hôpital pour enfants situé à Helsinki en Finlande.
L'hôpital fait partie du HUS.

## Description
L'établissement, établi en 1917, faisait partie du centre hospitalier universitaire d'Helsinki.
Le premier bâtiment est construit en 1939 dans le quartier du Kallio.
Il est remplacé par un nouveau bâtiment nommé Château des enfants construit en 1948 à Taka-Töölö.
La conception du château des enfants est commencée par Kaarlo Borg et après sa mort par Elsi Borg, Otto Flodin et Olavi Sortta,.
En septembre 2018, les activités du château des enfants et de la clinique des enfants sont transférées  au nouvel hôpital pour enfants. 
Le château des enfants est désaffecté de sa fonction hospitalière. 
HUS projette de vendre le bâtiment,.